# Női csapatsprint sífutás a 2018. évi téli olimpiai játékokon
A 2018. évi téli olimpiai játékokon a sífutás női csapatsprint versenyszámát február 21-én rendezték. Az aranyérmet az amerikai kettős nyerte. Magyar csapat nem vett részt a versenyen.

## Eseménynaptár
Az időpontok helyi idő szerint (UTC+9), zárójelben magyar idő szerint (UTC+1) olvashatóak.
| Időpont                    | Forduló   |
| -------------------------- | --------- |
| február 21., 17:00 (9:00)  | Elődöntők |
| február 21., 19:00 (11:00) | Döntő     |

## Eredmények
A rövidítések jelentése a következő:
- Q: továbbjutás helyezés alapján
- q: továbbjutás időeredmény alapján

### Elődöntők
| Helyezés | R        | Csapat                                                                     | Idő      | Mj       |
| 1. futam | 1. futam | 1. futam                                                                   | 1. futam | 1. futam |
| -------- | -------- | -------------------------------------------------------------------------- | -------- | -------- |
| 1.       | 1        | Norvégia (NOR) · Marit Bjørgen · Maiken Caspersen Falla                    | 16:33,28 | Q        |
| 2.       | 3        | Svájc (SUI) · Nadine Fähndrich · Laurien van der Graaff                    | 16:39,83 | Q        |
| 3.       | 5        | Szlovénia (SLO) · Alenka Čebašek · Anamarija Lampič                        | 16:39,92 | q        |
| 4.       | 2        | Németország (GER) · Nicole Fessel · Sandra Ringwald                        | 16:51,67 | q        |
| 5.       | 6        | Csehország (CZE) · Kateřina Beroušková · Petra Nováková                    | 16:53,06 |          |
| 6.       | 9        | Ausztrália (AUS) · Jessica Yeaton · Barbara Jezeršek                       | 17:20,38 |          |
| 7.       | 4        | Ausztria (AUT) · Lisa Unterweger · Teresa Stadlober                        | 17:25,98 |          |
| 8.       | 8        | Fehéroroszország (BLR) · Yulia Tikhonova · Polina Seronosova               | 17:33,63 |          |
| 9.       | 11       | Szlovákia (SVK) · Alena Procházková · Barbora Klementová                   | 17:52,14 |          |
| 10.      | 7        | Kazahsztán (KAZ) · Anna Shevchenko · Valeriya Tyuleneva                    | 17:57,04 |          |
| 11.      | 10       | Dél-Korea (KOR) · Lee Chae-won · Ju Hye-ri                                 | 19:19,17 |          |
| 2. futam |          |                                                                            |          |          |
| 1.       | 14       | Egyesült Államok (USA) · Kikkan Randall · Jessica Diggins                  | 16:22,56 | Q        |
| 2.       | 12       | Svédország (SWE) · Charlotte Kalla · Stina Nilsson                         | 16:23,28 | Q        |
| 3.       | 15       | Olimpikonok Oroszországból (OAR) · Natalja Nyeprjajeva · Julija Belorukova | 16:24,63 | q        |
| 4.       | 13       | Finnország (FIN) · Mari Laukkanen · Krista Pärmäkoski                      | 16:31,54 | q        |
| 5.       | 18       | Lengyelország (POL) · Justyna Kowalczyk · Sylwia Jaśkowiec                 | 16:35,19 | q        |
| 6.       | 17       | Franciaország (FRA) · Aurore Jéan · Coraline Thomas Hugue                  | 16:40,40 | q        |
| 7.       | 21       | Kanada (CAN) · Emily Nishikawa · Dahria Beatty                             | 17:01,54 |          |
| 8.       | 16       | Olaszország (ITA) · Elisa Brocard · Gaia Vuerich                           | 17:13,04 |          |
| 9.       | 20       | Kína (CHN) · Chi Chunxue · Li Xin                                          | 17:35,94 |          |
| 10.      | 19       | Ukrajna (UKR) · Tetyana Antypenko · Maryna Antsybor                        | 17:44,04 |          |

### Döntő
| Helyezés | R  | Csapat                                                                     | Idő      | Hátrány  |
| -------- | -- | -------------------------------------------------------------------------- | -------- | -------- |
| Arany    | 14 | Egyesült Államok (USA) · Kikkan Randall · Jessica Diggins                  | 15:56,47 | —        |
| Ezüst    | 12 | Svédország (SWE) · Charlotte Kalla · Stina Nilsson                         | 15:56,66 | +0,19    |
| Bronz    | 1  | Norvégia (NOR) · Marit Bjørgen · Maiken Caspersen Falla                    | 15:59,44 | +2,97    |
| 4.       | 3  | Svájc (SUI) · Nadine Fähndrich · Laurien van der Graaff                    | 16:17,79 | +21,32   |
| 5.       | 13 | Finnország (FIN) · Mari Laukkanen · Krista Pärmäkoski                      | 16:19,18 | +22,71   |
| 6.       | 5  | Szlovénia (SLO) · Alenka Čebašek · Anamarija Lampič                        | 16:28,24 | +31,77   |
| 7.       | 18 | Lengyelország (POL) · Justyna Kowalczyk · Sylwia Jaśkowiec                 | 16:32,48 | +36,01   |
| 8.       | 17 | Franciaország (FRA) · Aurore Jéan · Coraline Thomas Hugue                  | 16:32,49 | +36,02   |
| 9.       | 15 | Olimpikonok Oroszországból (OAR) · Natalja Nyeprjajeva · Julija Belorukova | 16:41,76 | +45,29   |
| 10.      | 2  | Németország (GER) · Nicole Fessel · Sandra Ringwald                        | 17:06,57 | +1:10,10 |